# Sobaeksan nationalpark
Sobaeksan nationalpark (koreanska: 소백산국립공원, Sobaeksangungnipgongwon) är en nationalpark i Sydkorea.   Den ligger i provinserna Norra Chungcheong och Norra Gyeongsang, i den centrala delen av landet, 150 km sydost om huvudstaden Seoul. Sobaeksan nationalpark ligger cirka 1 014 meter över havet.
Nationalparken som inrättades 1987 täcker en yta av 322,4 km². Landskapet är en bergstrakt med toppar upp till 1439 meter över havet. I skyddsområdet registrerades 1067 olika växtarter och 2639 olika djurarter.